# Associazione Sportiva Dilettantistica Mozzanica 2016-2017
Questa voce raccoglie le informazioni riguardanti l'Associazione Sportiva Dilettantistica Mozzanica nelle competizioni ufficiali della stagione 2016-2017.

## Stagione
Nella stagione 2016-2017 il Mozzanica ha disputato il campionato di Serie A, massima serie del campionato italiano femminile di calcio, concludendo al quarto posto con 44 punti conquistati in 22 giornate, frutto di 14 vittorie, 2 pareggi e 6 sconfitte. Nella Coppa Italia è sceso in campo sin dal primo turno: dopo aver sconfitto l'Orobica, il Cuneo e la Novese, è stato eliminato nei quarti di finale dal Brescia.

## Organigramma societario
Area tecnica
- Allenatore: Elio Garavaglia
- Preparatore: Simone Lanzani
- Preparatore portieri: Angelo Gibillini
- Assistente tecnico: Davide Lunghi
- Team Manager: Claudio Salviti

Area sanitaria
- Medico sociale: Cristina Morelli
- Massio-fisioterapista: Angelo Grippa

## Rosa
Rosa aggiornata al 1º ottobre 2016.
| N. |                   | Ruolo | Calciatrice        |
| -- | ----------------- | ----- | ------------------ |
|    | Italia (bandiera) | P     | Alessia Capelletti |
|    | Italia (bandiera) | P     | Alessia Gritti     |
|    | Italia (bandiera) | D     | Roberta Edoci      |
|    | Italia (bandiera) | D     | Giorgia Motta      |
|    | Italia (bandiera) | D     | Alida Pernigoni    |
|    | Italia (bandiera) | D     | Federica Rizza     |
|    | Italia (bandiera) | D     | Giulia Rizzon      |
|    | Italia (bandiera) | D     | Francesca Tonani   |
|    | Italia (bandiera) | D     | Francesca Tassi    |
|    | Italia (bandiera) | C     | Lisa Alborghetti   |
|    | Italia (bandiera) | C     | Giulia Fusar Poli  |

| N. |                        | Ruolo | Calciatrice           |
| -- | ---------------------- | ----- | --------------------- |
|    | Italia (bandiera)      | C     | Michela Ledri         |
|    | Italia (bandiera)      | C     | Angela Locatelli (c)  |
|    | Stati Uniti (bandiera) | C     | Rebekah Roller        |
|    | Italia (bandiera)      | C     | Andrea Scarpellini    |
|    | Italia (bandiera)      | C     | Daniela Stracchi      |
|    | Italia (bandiera)      | A     | Sara Baldi            |
|    | Italia (bandiera)      | A     | Nicole Garavelli      |
|    | Italia (bandiera)      | A     | Valentina Giacinti    |
|    | Italia (bandiera)      | A     | Giorgia Pellegrinelli |
|    | Italia (bandiera)      | A     | Valeria Pirone        |

## Calciomercato
| Acquisti | Acquisti         | Acquisti          | Acquisti   |
| R.       | Nome             | da                | Modalità   |
| -------- | ---------------- | ----------------- | ---------- |
| D        | Michela Ledri    | AGSM Verona       | definitivo |
| D        | Giorgia Motta    | Fiorentina        | definitivo |
| C        | Lisa Alborghetti | Apollōn Lemesou   | definitivo |
| C        | Rebekah Roller   | Chicago Red Stars | definitivo |
| A        | Valeria Pirone   | AGSM Verona       | definitivo |

| Cessioni | Cessioni           | Cessioni        | Cessioni      |
| R.       | Nome               | a               | Modalità      |
| -------- | ------------------ | --------------- | ------------- |
| D        | Elisa Bartoli      | Fiorentina      | definitivo    |
| D        | Viviana Schiavi    |                 | fine carriera |
| D        | Stefania Zanoletti | Reggiana        | definitivo    |
| C        | Aurora Galli       | AGSM Verona     | definitivo    |
| C        | Manuela Giugliano  | Atlético Madrid | definitivo    |
| A        | Michela Cambiaghi  | Como 2000       | definitivo    |
| A        | Sandy Iannella     | Cuneo           | definitivo    |
| A        | Marta Mason        |                 | fine carriera |

## Risultati

### Serie A

#### Girone di andata
| Arbitro: | Raimondo Borriello (Arezzo) |

|                                |           |  |
| Caruso 17’, 87’ Martinovic 21’ | Marcatori |  |

| Arbitro: | Carlo Rinaldi (Bassano del Grappa) |

|                |           |              |
| Baldi 48’, 75’ | Marcatori | 30’ Iannella |

| Arbitro: | Federico Menichetti (Perugia) |

|                            |           |                                                                     |
| Piergallini 42’ Catena 66’ | Marcatori | 15’ Ledri 44’ Scarpellini 47’ Giacinti 68’ Pirone 74’ Pellegrinelli |

| Arbitro: | Gabriele Gandolfo (Bra) |

|              |           |                                      |
| Giacinti 54’ | Marcatori | 60’ Zuliani 73’, 81’ (rig.) Clelland |

| Arbitro: | Enrico Guerra (Gubbio) |

|           |           |  |
| Guagni 3’ | Marcatori |  |

| Arbitro: | Mario Perri (Roma) |

|                                                              |           |             |
| Pellegrinelli 9’, 54’ Giacinti 17’, 64’ Baldi 26’ Pirone 86’ | Marcatori | 48’ Fusetti |

| Arbitro: | Matteo Mori (La Spezia) |

|                         |           |                              |
| Moretti 25’ Puglisi 59’ | Marcatori | 56’, 79’ Pirone 83’ Giacinti |

| Arbitro: | Mirko Cimmarusti (Novara) |

|                                   |           |                       |
| Giacinti 39’, 58’ Pirone 59’, 85’ | Marcatori | 7’ Piemonte 70’ Galli |

| Arbitro: | Andrea Bordin (Bassano del Grappa) |

|                                         |           |  |
| Locatelli 24’ Giacinti 78’ Pirone 90+2’ | Marcatori |  |

| Arbitro: | Roberto Lovison (Padova) |

|                                   |           |             |
| Girelli 73’ (rig.) Sabatino 90+1’ | Marcatori | 6’ Giacinti |

| Arbitro: | Giuseppe Mansueto (Verona) |

|                                  |           |              |
| Motta 4’ Stracchi 27’ Pirone 65’ | Marcatori | 25’ Principi |

#### Girone di ritorno
| Arbitro: | Matteo Pierobon (Castelfranco Veneto) |

|                                  |           |  |
| Ciccotti 27’ (aut.) Giacinti 30’ | Marcatori |  |

| Arbitro: | Thomas Alfieri (Treviso) |

|                |           |              |
| Mascarello 30’ | Marcatori | 57’ Giacinti |

| Arbitro: | Daniele Sbardella (Belluno) |

|                      |           |  |
| Baldi 55’ Pirone 57’ | Marcatori |  |

| Arbitro: | Davide Faraon (Conegliano) |

|                          |           |                   |
| Clelland 13’, 40’ (rig.) | Marcatori | 70’ Pellegrinelli |

| Arbitro: | Dario Duzel (Castelfranco Veneto) |

|                |           |  |
| Scarpellini 9’ | Marcatori |  |

| Arbitro: | Gabriele Gandolfo (Bra) |

|  |           |                                                           |
|  | Marcatori | 33’ Pirone 52’ Alborghetti 79’ Giacinti 90+2’ Scarpellini |

| Arbitro: | Andrè Scialla (Vicenza) |

|                                                             |           |                          |
| Pirone 15’, 77’, 84’ Pellegrinelli 24’, 28’ Alborghetti 42’ | Marcatori | 7’ Cama 90’ (rig.) Pinna |

| Arbitro: | Nicolae Bogdan Sfira (Pordenone) |

|                                                                 |           |                 |
| Giugliano 18’, 58’ Piemonte 33’, 73’ Ambrosi 40’ Gabbiadini 50’ | Marcatori | 32’, 46’ Pirone |

| Arbitro: | Dario Di Francesco (Ostia) |

|                                 |           |                                                          |
| Giu. Di Camillo 29’ Riboldi 78’ | Marcatori | 5’ (aut.) Di Bari 27’ Pirone 80’ (rig.), 88’ Alborghetti |

| Arbitro: | Giuseppe Mansueto (Verona) |

|                        |           |             |
| Alborghetti 88’ (rig.) | Marcatori | 84’ Girelli |

| Arbitro: | Simone Pistarelli (Fermo) |

|                    |           |                                                                                |
| Tucceri Cimini 56’ | Marcatori | 8’, 23’, 29’ Pirone 32’ (rig.) Alborghetti 48’, 60’ Giacinti 65’ Pellegrinelli |

### Coppa Italia

#### Primo turno
Accoppiamento A1
| Arbitro: | Luca Pileggi (Bergamo) |

|                           |           |           |
| Baldi 38’ Scarpellini 42’ | Marcatori | 17’ Merli |

| Arbitro: | Andrea Castagnoli (Reggio nell'Emilia) |

|  |           |                                   |
|  | Marcatori | 13’, 19’, 80’ Giacinti 54’ Pirone |

#### Secondo turno
| Arbitro: | Niccolò Turrini (Firenze) |

|                             |           |  |
| Ledri 20’ Pellegrinelli 43’ | Marcatori |  |

#### Terzo turno
| Arbitro: | Alessio Angiolari (Ostia) |

|  |           |                                              |
|  | Marcatori | 22’, 82’ Giacinti 45’ Alborghetti 55’ Pirone |

#### Quarti di finale
| Arbitro: | Silvia Gasperotti (Rovereto) |

|                |           |                            |
| Alborghetti 3’ | Marcatori | 16’, 35’ Sabatino 64’ Mele |

## Statistiche

### Statistiche di squadra
| Competizione | Punti | In casa | In casa | In casa | In casa | In casa | In casa | In trasferta | In trasferta | In trasferta | In trasferta | In trasferta | In trasferta | Totale | Totale | Totale | Totale | Totale | Totale | DR  |
| Competizione | Punti | G       | V       | N       | P       | Gf      | Gs      | G            | V            | N            | P            | Gf           | Gs           | G      | V      | N      | P      | Gf     | Gs     | DR  |
| ------------ | ----- | ------- | ------- | ------- | ------- | ------- | ------- | ------------ | ------------ | ------------ | ------------ | ------------ | ------------ | ------ | ------ | ------ | ------ | ------ | ------ | --- |
| Serie A      | 44    | 11      | 9       | 1       | 1       | 31      | 11      | 11           | 5            | 1            | 5            | 28           | 22           | 22     | 14     | 2      | 6      | 59     | 33     | +26 |
| Coppa Italia | -     | 3       | 2       | 0       | 1       | 5       | 4       | 2            | 2            | 0            | 0            | 8            | 0            | 5      | 4      | 0      | 1      | 13     | 4      | +9  |
| Totale       | -     | 14      | 11      | 1       | 2       | 36      | 15      | 13           | 7            | 1            | 5            | 36           | 22           | 27     | 18     | 2      | 7      | 72     | 37     | +35 |

### Andamento in campionato
| Giornata  | 1 | 2 | 3 | 4 | 5 | 6 | 7 | 8 | 9 | 10 | 11 | 12 | 13 | 14 | 15 | 16 | 17 | 18 | 19 | 20 | 21 | 22 |
| --------- | - | - | - | - | - | - | - | - | - | -- | -- | -- | -- | -- | -- | -- | -- | -- | -- | -- | -- | -- |
| Luogo     | T | C | T | C | T | C | T | C | C | T  | C  | C  | T  | C  | T  | C  | T  | C  | T  | T  | C  | T  |
| Risultato | P | V | V | P | P | V | V | V | V | P  | V  | V  | N  | V  | P  | V  | V  | V  | P  | V  | N  | V  |
| Posizione | 7 | 3 | 3 | 6 | 6 | 6 | 6 | 6 | 4 | 5  | 6  | 4  | 5  | 3  | 4  | 3  | 3  | 3  | 4  | 3  | 4  | 4  |

Legenda:

Luogo: C = Casa; T = Trasferta. Risultato: V = Vittoria; N = Pareggio; P = Sconfitta.

### Statistiche delle giocatrici
| Giocatore        | Serie A  | Serie A | Serie A     | Serie A    | Coppa Italia | Coppa Italia | Coppa Italia | Coppa Italia | Totale   | Totale | Totale      | Totale     |
| Giocatore        | Presenze | Reti    | Ammonizioni | Espulsioni | Presenze     | Reti         | Ammonizioni  | Espulsioni   | Presenze | Reti   | Ammonizioni | Espulsioni |
| ---------------- | -------- | ------- | ----------- | ---------- | ------------ | ------------ | ------------ | ------------ | -------- | ------ | ----------- | ---------- |
| L. Alborghetti   | 9        | 6       | 0           | 0          | 3            | 2            | 0            | 0            | 12       | 8      | 0           | 0          |
| S. Baldi         | 19       | 4       | 1           | 0          | 3            | 1            | 0            | 0            | 22       | 5      | 1           | 0          |
| A. Capelletti    | 2        | -4      | 0           | 0          | 2            | -1           | 0            | 0            | 4        | -5     | 0           | 0          |
| R. Edoci         | 1        | 0       | 0           | 0          | -            | -            | -            | -            | 1        | 0      | 0           | 0          |
| G. Fusar Poli    | 17       | 0       | 1           | 0          | 4            | 0            | 0            | 0            | 21       | 0      | 1           | 0          |
| N. Garavelli     | -        | -       | -           | -          | -            | -            | -            | -            | -        | -      | -           | -          |
| V. Giacinti      | 22       | 14      | 2           | 0          | 5            | 5            | 0            | 0            | 27       | 19     | 2           | 0          |
| A. Gritti        | 20       | -28     | 1           | 0          | 3            | -3           | 0            | 0            | 23       | -31    | 1           | 0          |
| M. Ledri         | 20       | 1       | 2           | 0          | 5            | 1            | 0            | 0            | 25       | 2      | 2           | 0          |
| A. Locatelli     | 18       | 1       | 2           | 0          | 3            | 0            | 0            | 0            | 21       | 1      | 2           | 0          |
| G. Motta         | 22       | 1       | 0           | 0          | 5            | 0            | 1            | 0            | 27       | 1      | 1           | 0          |
| A. Pernigoni     | 5        | 0       | 0           | 0          | 2            | 0            | 1            | 0            | 7        | 0      | 1           | 0          |
| G. Pellegrinelli | 18       | 7       | 0           | 0          | 5            | 1            | 0            | 0            | 23       | 8      | 0           | 0          |
| V. Pirone        | 22       | 19      | 2           | 0          | 5            | 2            | 0            | 0            | 27       | 21     | 2           | 0          |
| F. Rizza         | 10       | 0       | 0           | 0          | 3            | 0            | 0            | 0            | 13       | 0      | 0           | 0          |
| G. Rizzon        | 17       | 0       | 2           | 1          | 5            | 0            | 1            | 0            | 22       | 0      | 3           | 1          |
| R. Roller        | 2        | 0       | 0           | 0          | -            | -            | -            | -            | 2        | 0      | 0           | 0          |
| A. Scarpellini   | 22       | 3       | 1           | 0          | 4            | 1            | 1            | 0            | 26       | 4      | 2           | 0          |
| D. Stracchi      | 21       | 1       | 0           | 0          | 4            | 0            | 1            | 0            | 25       | 1      | 1           | 0          |
| F. Tassi         | 4        | 0       | 0           | 0          | 1            | 0            | 0            | 0            | 5        | 0      | 0           | 0          |
| F. Tonani        | 10       | 0       | 0           | 1          | 5            | 0            | 0            | 0            | 15       | 0      | 0           | 1          |